# Ауссерляйтнер, Пауль
Пауль Ауссерляйтнер (нем. Paul Ausserleitner; 3 февраля 1925, Бишофсхофен, Зальцбург — 9 января 1952, Бишофсхофен, Зальцбург) — австрийский прыгун с трамплина. Считается пионером австрийских прыжков на лыжах в эпоху после Второй мировой войны.
В 1942 году выиграл титул чемпиона по прыжкам на лыжах с трамплина среди немецкого юношества. После Второй мировой его включили в австрийскую сборную. В 1948-м в Радштадте добился звания местного чемпиона Зальцбурга, затем, в 1949 году в Иннсбруке стал федеральным чемпионом ASKÖ («Ассоциации спорта и физической культуры Австрии» — нем. Arbeitsgemeinschaft für Sport und Körperkultur in Österreich). Помимо этого в том году в городе Филлах стал чемпионом страны.
Кроме своей спортивной карьеры также играл большую роль в организации возрождения прыжков с трамплина на своей родине в Бишофсхофене.
5 января 1952 года во время тренировочных прыжков накануне Богоявленских праздничных соревнований получил настолько сильную травму, что по прошествии четырёх дней после падения скончался. В его честь трамплин в Бишофсхофене, предназначенный для проведения заключительного этапа Турне четырёх трамплинов, до сей поры именовавшийся Hochkönigschanze, был переименован в Paul-Ausserleitner Schanze.
Рекордсмен трамплина K-50, расположенного на горе Гайсберг в Зальцбурге. Рекорд составляет 55 метров. Позднее, однако, трамплин был снесён.